# Begoña Caamaño
Begonha Caamaño Rascado (Vigo, 14 d'octubre de 1964 - Santiago de Compostel·la, 27 d'octubre de 2014) fou una periodista i escriptora gallega, així com una feminista i activista política.

## Biografia
En els seus inicis professionals va treballar en els serveis informatius de Ràdio Popular a la seva ciutat natal i a Ràdio del Nord-oest. Va ser corresponsal a Vigo de l'Agència de Notícies de Galícia i del diari madrileny El Sol i va col·laborar en A Nosa Terra, Tempos i Novas da Galiza. A partir de 1989 es va incorporar a Ràdio Galega. Des de la delegació de Vigo, juntament amb Rosa Martínez, va iniciar el programa Trecolas. En 1992 va passar a la redacció central de l'emissora on va desenvolupar tasques com a redactora de diversos serveis d'informació en el Diari Cultural. Més tard va dirigir i va presentar Caminant a Terra, Club Cultura i Expresso de Mitjanit. Va treballar igualment en les seccions de cultura i els serveis informatius de la Ràdio Pública de Galícia. Va ser membre del comitè d'empresa de Ràdio Galega i va presidir el Comitè Inter-empreses de la Corporació de Ràdio i Televisió de Galícia (CRTVG), on va adquirir notorietat per les seves denúncies de manipulació del mateix mitjà públic gallec del tractament donat a la informació sobre l'enfonsament del petrolier Prestige en 2002.
Col·laboradora habitual en diverses revistes feministes i antimilitaristes publicades a Galícia, va ser autora també de diverses obres de narrativa en gallec en les quals destaquen dues obres de ficció: Circe ou o pracer do azul (2009), una recreació del mite de Circe i Morgana en Esmelle (2012). Amb aquesta última va rebre diversos premis literaris entre els quals es troben el de la Crítica de narrativa gallega que atorga l'Associació Espanyola de Crítics Literaris, l'Antón Losada Diéguez de creació literària en 2013, així com el premi Ánxel Casal i el de l'Associació d'Escriptors en Llengua Gallega. El crític espanyol Ángel Basanta la va qualificar d'«autora excepcional» i en ocasió del premi de la crítica espanyola, Xosé Manuel Eyré va destacar la «filiació cunqueiriana» i la «reivindicació feminista» de Morgana en Esmelle.
A causa de la seva sobtada mort, va deixar inconcluses dues obres: una tercera novel·la amb una altra dona com a protagonista, Sherezade, i una novel·la sobre la vida de la seva besàvia.

## Implicació política
El seu treball com a periodista va estar acompanyat d'una activitat sindical molt important. Així, va participar en el 1r Congrés del Sindicat d'Informació de Galícia, celebrat a Vigo en 1987, i va ser membre del Comitè d'Empresa de la Ràdio Galega, com a presidenta del Comitè Inter-empreses de la CRTVG, on va destacar per la seva implicació contra la manipulació informativa de l'ens públic.
Begoña Caamaño va ser una de les promotores de l'Asociación de Mulleres Galegas na Comunicación (MUGACOM), associació constituïda el 8 de març de 1997 en la Facultat de Ciències de la Comunicació de la Universitat de Santiago de Compostel·la, a iniciativa d'un grup de professionals i treballadores de diferents camps de la comunicació i amb la finalitat de defensar el tracte igualitari en l'àmbit laboral, així com abordar l'estudi de la imatge de la dona en els mitjans de comunicació.
Va ser una activista incansable, va intervenir en nombroses manifestacions i performances contra la violència de gènere, a favor de l'avortament, l'antimilitarisme, la insubmissió i la denúncia de la catàstrofe del Prestige del 2002.
Va ser membre de Mulheres Nacionalistes Galegas (MNG) i de la Marxa Mundial de les Dones, dins les quals va desenvolupar un gran nombre d'accions públiques.
Va col·laborar activament en la campanya "Dou a cara" organitzada pel Bloc Nacionalista Gallec a favor de la Sanitat Pública Gallega, l'Educació Pública i contra el decret plurilingüe del Partit Popular de 2012.

## Homenatges
Begoña Caamaño morí el 27 d'octubre de 2014 als cinquanta anys. Com a comiat, es va celebrar un acte civil multitudinari en la capella del tanatori de Boisaca que va congregar a nombrosos familiars i amics vinguts de diferents llocs de Galícia.
El 24 d'octubre de 2015, les seves amigues més properes van organitzar un acte d'homenatge, "Begoñísima", al Teatre Principal de Santiago de Compostel·la, al qual van participar les seves companyes de Ràdio Galega, dones de les arts escèniques i de la dansa, escriptores, poetesses i músiques, i es van projectar diversos audiovisuals sobre la seva figura i la seva obra. En aquest mateix homenatge es va presentar el llibre O Libro das amigas. De Circes e Morganas, amb disseny d'Uqui Permuy i il·lustracions de Montse Amigo i Leandro Lamas, que recull 24 textos de dones, amigues de Caamaño, que van voler deixar constància de la labor de la seva amiga com a feminista, activista política i defensora dels drets humans. A més, la Fundació Granell Arxivat 2017-10-24 a Wayback Machine. va acollir una taula rodona en la qual es va debatre sobre la sororitat, concepte en el qual va incidir la feminista.
En 2017, la Diputació de La Corunya va crear el premi Begoña Caamaño, que distingeix a una persona, entitat, col·lectiu o proposta artística compromesa amb la igualtat de gènere des de l'àmbit de la cultura.